# Південний Кьонсан

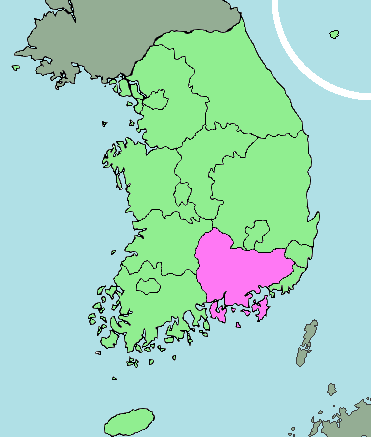
Південна Кьонсан

Південний Кьонсан (кор. 慶尚南道, 경상남도, Кьонсан-намдо) — провінція Республіки Корея. Розташована на півдні Корейського півострова, на південному сході Республіки. Омивається водами Корейської протоки. Утворена 1896 року на основі північної частині історичної провінції Кьонсан. Скорочена назва — Кьоннам (кор. 慶南, 경남). Адміністративний центр — Чханвон.